# Adidas Cafusa

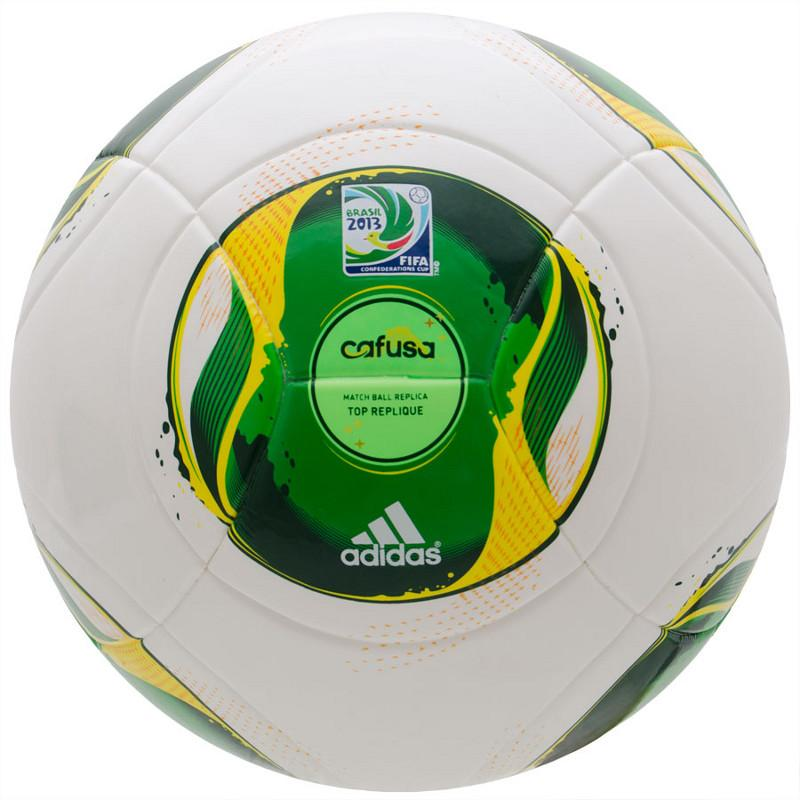
Bola Adidas Cafusa

Cafusa é a bola de futebol oficial da Copa das Confederações de 2013 organizada pela Federação Internacional de Futebol (FIFA) e é produzida pela Adidas.
Ela também foi a bola oficial do Mundial Sub-20 de 2013, realizado na Turquia, e da Copa do Mundo de Clubes da FIFA de 2012, realizada no Japão.

## Apresentação
A bola foi apresentada no sorteio dos grupos da competição que ocorreu em 1 de dezembro, no Centro de Convenções do Anhembi, em São Paulo pelo ex-futebolista brasileiro Cafu.
Segundo o próprio apresentador, a relação com o seu nome é meramente coincidência.

## Características
A bola foi desenvolvida especialmente para a Copa das Confederações de 2013 e une três símbolos da cultura brasileira: carnaval, futebol e samba para formar seu nome. Além de derivar de "cafuzo", com z, que é usada, no Brasil, para descrever indivíduos que nasceram da miscigenação entre indígenas e negros.
Foi criada pelo mesmo grupo de designers responsável pela concepção da Tango 12, usada na UEFA Euro 2012. É composta por 32 gomos, ligados entre si por uma união térmica, com tecnologia também semelhante à bola da Euro. Combina a tecnologia de alta performance a estética local. O nome e suas cores vibrantes refletem a identidade nacional com particular destaque para o "Cruzeiro do Sul", constelação retratada na bandeira do Brasil.
Para mostrar a nova bola para todos os brasileiros está acontecendo uma exposição com dez bolas gigantes, cada uma com dois metros de diâmetro, que irá viajar por todo o país até o final de junho de 2013. As bolas começaram sua jornada em São Paulo e no Rio de Janeiro antes de seguir para as outras cidades-sede da Copa das Confederações: Recife, Fortaleza, Salvador, Brasília e Belo Horizonte.

## Outros torneios
Além de ser a bola da Copa das Confederações de 2013, também foi a escolhida para rolar nos gramados da Copa do Mundo de Clubes da FIFA de 2012, no Japão.